# Magrane
Magrane (em árabe: ﻣﻘﺮن) é uma cidade e comuna localizada na província de El Oued, Argélia. Segundo o censo de 2008, a população total da cidade era de 24 577 habitantes.